# Amable Pinzón
Amable Jair Pinzón Carrera (ur. 22 lutego 2002 w Aguadulce) – panamski piłkarz występujący na pozycji skrzydłowego, reprezentant Panamy, od 2023 roku zawodnik Veraguas United.